# Gällersta
Gällersta är kyrkbyn i Gällersta socken och en bebyggelse i Örebro kommun. Den ligger invid riksväg 51 cirka 10 km söder om Örebro. Byn ligger utanför Örebro stadsgräns, mellan Norra Bro, Almbro, Ekeby och Bondsätter. Mellan 2015 och 2020 avgränsade SCB här en småort där en mindre del sträckte sig in i Kumla kommun. Vid avgränsningen 2020 klassades bebyggelsen som en del av tätorten Ekeby och från 2023 som en del av tätorten Frommesta. I Södra Bro har det sedan 1990 avgränsats en småort som SCB gav beteckningen Gällersta.
I byn ligger Gällersta kyrka.
Området kring Gällersta består till största delen av uppodlat slättland, varvat med skogspartier. Genom Gällersta går Täljeån, vilken längre öster ut övergår i Kvismare kanal.

## Ortnamnet
Gällersta (Giællestum 1325) antas innehålla ett fornsvenskt mansnamn Giælle som betyder ungefär 'den högröstade'.

## Sevärdheter
- Gällersta forngård
- Gällersta kyrka

## Idrott
Gällersta har en lokal idrottsförening, i dagsläget med motionsverksamhet och en idrottsskola, tidigare har föreningen varit framgångsrika i bandy och i dragkamp.